# كأس السوبر الألماني 1977
كأس السوبر الألماني لعام 1977 هو نسخة غير رسمية من كأس السوبر الألماني، وهي مباراة كرة قدم خاضها الفائزون في الموسم السابق بمسابقات الدوري الألماني لكرة القدم وكأس ألمانيا.
أقيمت المباراة في ملعب فولكس بارك في هامبورغ، وتنافس عليها بطل الدوري بوروسيا مونشنغلادباخ والفائز بالكأس هامبورغ. فاز جلادباخ بالمباراة 3-2 ليحرز اللقب غير الرسمي.